# Monticello
Monticello é um palácio dos Estados Unidos localizado nas proximidades de Charlottesville, Virginia. Foi propriedade de Thomas Jefferson, o terceiro Presidente dos Estados Unidos, principal autor da Declaração da Independência dos Estados Unidos da América  e fundador da Universidade da Virginia. O palácio possui o desenho do próprio Jefferson e situa-se num cume com 850 pés de altura da parte Sul da Rivanna Gap, nas Southwest Mountains. Monticello, em italiano significa "pequena montanha".
Uma imagem da fachada Oeste de Monticello foi reproduzida no reverso das moedas de 5 cêntimos de dólar dos Estados Unidos, cunhada entre 1938 e 2003 (a imagem regressou ao reverso do desenho da moeda em 2006), e no reverso da nota de 2 dólares dos Estados Unidos imprimida entre 1928 e 1966.
Monticello foi designado, em 1987, como Património Mundial da Humanidade, uma honra que partilha com a vizinha Universidade da Virginia. É a única residência dos EUA a merecer tal classificação. Também já havia sido listado como um edifício no Registro Nacional de Lugares Históricos em 15 de outubro de 1966 e um Marco Histórico Nacional em 19 de dezembro de 1960.

## História

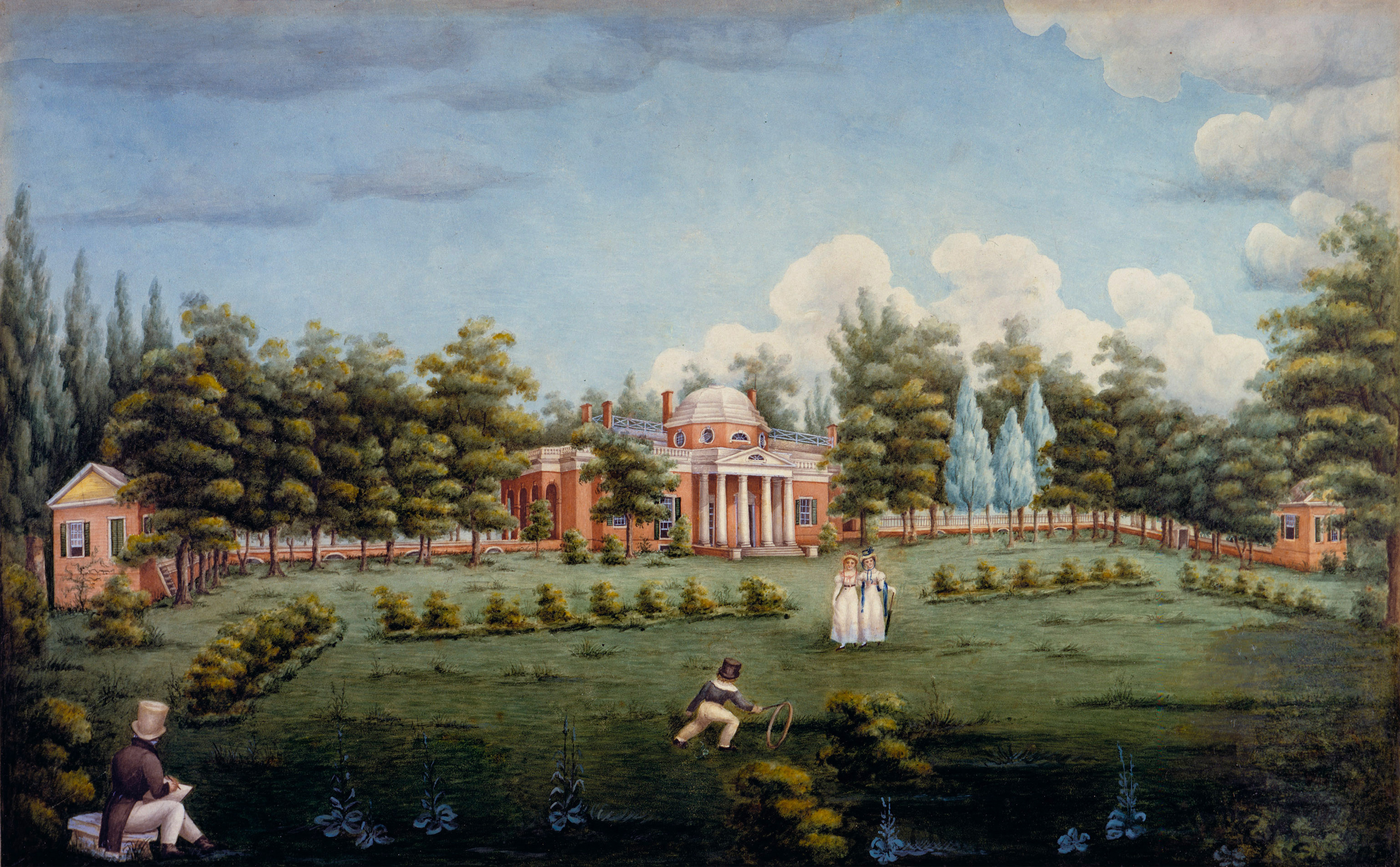
Monticello em 1825.

Os trabalhos começaram em Monticello no ano de 1768, e Jefferson mudou-se para o Pavilhão Sul (um edifício exterior) em 1770. O desenho original baseou-se no estilo clássico da arquitectura Palladiana. Quando Jefferson deixou Monticello, em 1784, para efectuar viagens pela Europa, o desenho original do edifício estava largamente concluído, à excepção dos pórticos e dos trabalhos decorativos em madeira do interior. Quando regressou, Jefferson expandiu a sua visão de Monticello ao incorporar elementos dos edifícios de Palladio e das ruínas que admirara do outro lado do Atlântico. As obras segundo o novo desenho começariam em 1796. A construção de Monticello seria concluída em 1809 com a edificação da cúpula.
Jefferson morreu no dia 4 de Julho de 1826 e Monticello foi herdado pela sua filha mais velha, Martha Jefferson Randolph. Dificuldades financeiras levaram Martha a vender Monticello a James T. Barclay, um apotecário local, em 1831. Barclay vendeu-o em 1834 a Uriah P. Levy, o primeiro judeu americano a fazer uma carreira completa como oficial comissário da Marinha dos Estados Unidos. Levy admirava grandemente Jefferson. Durante a Guerra Civil, o palácio foi ocupado pelo Governo Confederado e vendido, apesar de a propriedade de Uriah Levy (ele morreu em 1862) o ter recuperado depois da guerra.
Processos levantados pelos herdeiros de Levy foram resolvidos em 1879, quando o sobrinho de Uriah Levy, Jefferson Monroe Levy, um proeminente advogado nova-iorquino, proprietário de imóveis e membro do Congresso, comprou Monticello aos outros herdeiros e tomou controle da propriedade. Jefferson Levy, tal como o seu tio, reparou, restaurou e preservou Monticello, o qual se deteriorara seriamente enquanto os processos corriam os seus trâmites nos tribunais, em Nova Iorque e na Virgínia.
Uma organização privada sem fins lucrativos — a Fundação Thomas Jefferson — comprou o palácio a Jefferson Levy em 1923 e este foi restaurado por arquitectos como Fiske Kimball e Milton L. Grigg. Monticello encontra-se actualmente aberto ao público como museu e instituição educacional. Os visitantes podem ver salas no porão e no andar térreo, enquanto que os segundo e terceiro andares não estão abertos ao público em geral.
Monticello é a única residência privada dos EUA. classificada pela UNESCO como Património da Humanidade. Entre 1989 e 1992, uma equipa de arquitectos da "Historic American Buildings Survey" (HABS - Inspecção dos Edifícios Históricos Americanos) criou cuidadosamente uma colecção de desenhos de Monticello. Estes desenhos encontram-se, actualmente, guardados na Biblioteca do Congresso. A designação do Lugar Património da Humanidade também inclui os campos originais da Universidade da Virginia de Jefferson.
Entre outros desenhos de Jefferson encontra-se Poplar Forest, a sua outra casa próxima de Lynchburg, e o Capitólio do Estado da Virgínia, em Richmond.

## Decoração e mobiliário

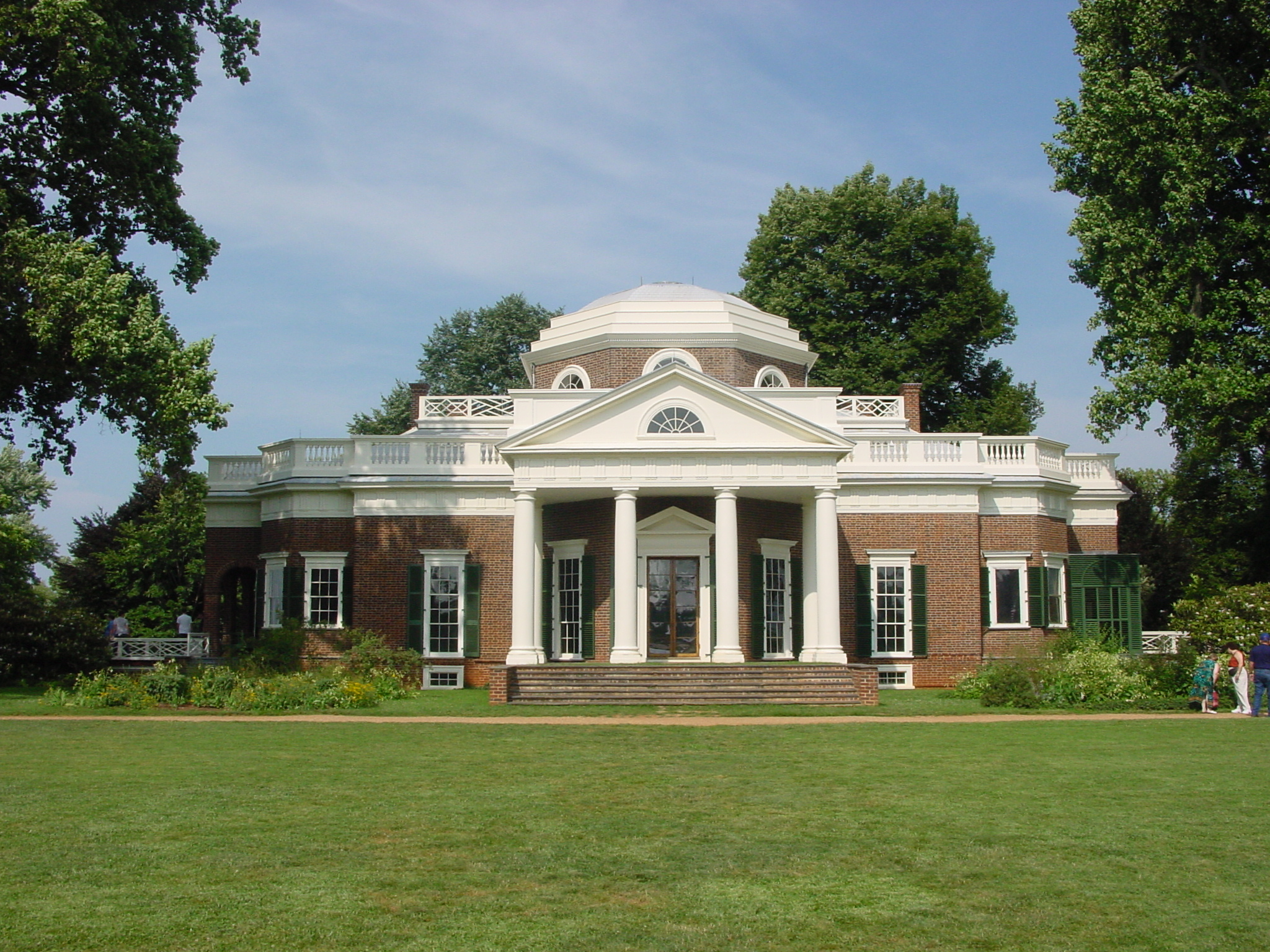
Uma das fachadas de Monticello.

Grande parte da decoração interior de Monticello reflecte as ideias e os ideais do próprio Jefferson.
A entrada principal original era feita através do pórtico da fachada Este. O tecto deste pórtico incorpora um cata-vento que mostra a direcção do vento. Um grande relógio colocado na face externa da parede Este possui apenas ponteiro das horas, uma vez que Jefferson pensou que isso seria suficiente para os trabalhadores do exterior. O relógio reflecte o tempo mostrado no "Grande Relógio" (desenhado por Jefferson) do hall de entrada. O hall de entrada contém recreações de elementos coleccionados por Lewis e Clark na sua famosa expedição à costa do Pacífico. O pavimento desta galeria está pintado como um "verdadeiro relvado verde" segundo a recomendação do artista Gilbert Stuart em ordem ao "ensaio em arquitectura" de Jefferson, para convidar o espirito do exterior a entrar na casa.
A ala Sul inclui o conjunto privado de salas de Jefferson. A biblioteca contém muitos dos livros da terceira colecção bibliotecária de Jefferson. A sua primeira biblioteca ardeu num incêndio da plantação e a segunda foi por ele distribuída (ou vendida) ao Congresso dos Estados Unidos para substituir os livros queimados pelos britânicos. A sua segunda biblioteca formou o núcleo da Biblioteca do Congresso. Apesar de Monticello parecer tão famoso e "maior que a vida", o edifício em si não é, na verdade típica grande casa. Jefferson considerava que muito mobiliário era um gasto de espaço, pelo que a mesa de jantar só era erguida na hora de refeições e as camas foram construídas em alcovas talhadas nas grossas paredes, que continham espaço de armazenamento. A cama de Jefferson abria para os dois lados: para o seu gabinete (estúdio) e para o seu quarto (sala de vestir).
A frente Oeste dá a impressão de uma villa de muito modestas proporções, com um andar baixo disfarçado na encosta.
A fachada Norte inclui a sala de jantar - a qual possui um monta-cargas incorporado na lareira, assim como mesas desmontáveis com recurso a rodízios e uma porta de serviço com prateleiras - e dois quartos de hóspedes.

## Edifícios exteriores e plantação

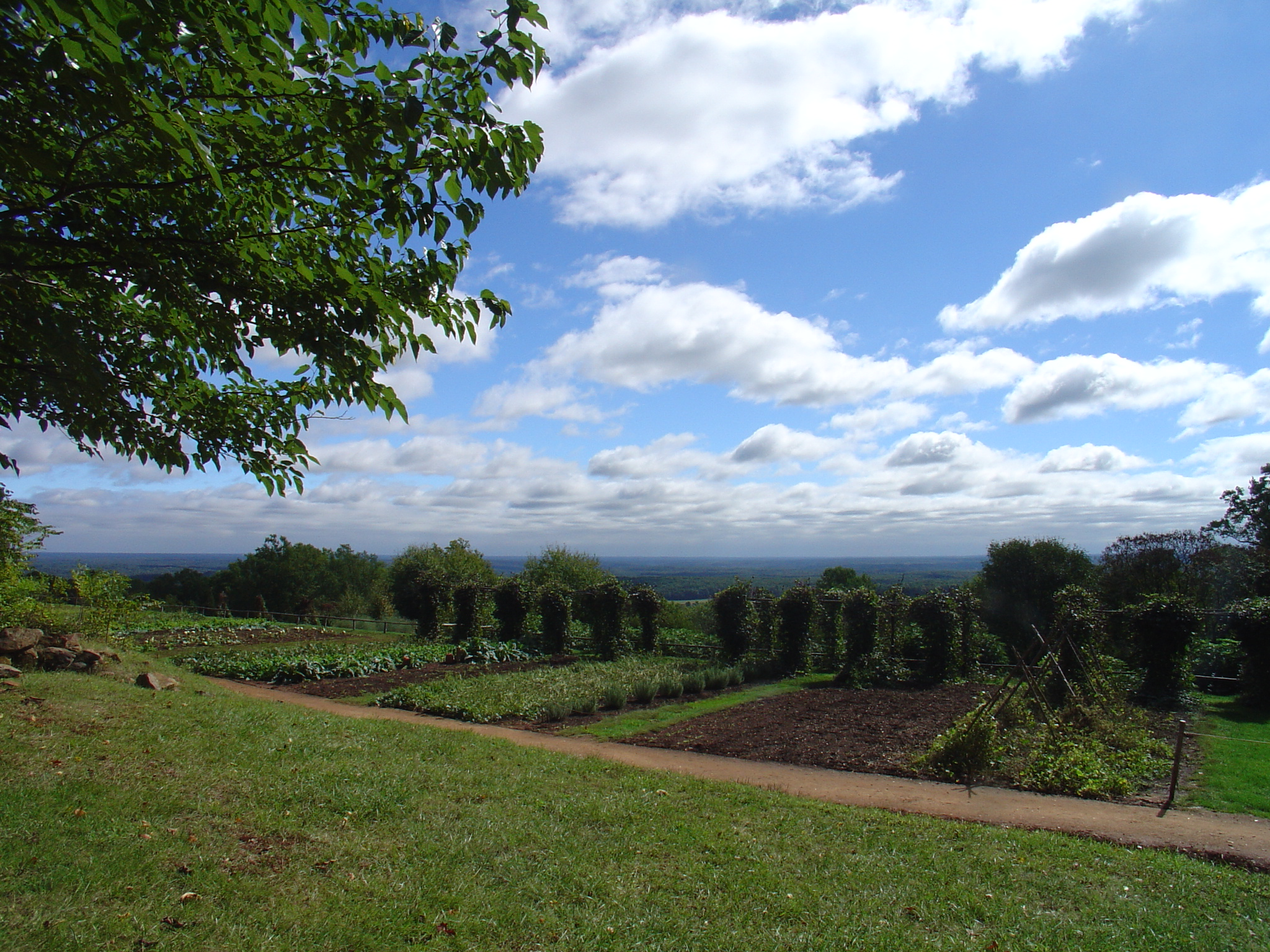
A horta de Jefferson.

O edifício principal foi aumentado por pequenos pavilhões exteriores a Norte e a Sul. Uma fila de edifícios funcionais (leitaria, lavandarias, armazéns, uma pequena fábrica de pregos, uma marcenaria, etc.) e alojamentos para escravos conhecidos como "Mulberry Row" ordenados nas proximidades para Sul. Uma casa de lavoura ainda sobrevive, assim como a alta chaminé da marcenaria e as fundações de outros edifícios. Uma cabana na "Mulberry Row" foi, durante algum tempo, a casa de Sally Hemings, antes de esta se mudar para uma sala na "dependência Sul", abaixo do edifício principal. Na ladeira abaixo da "Mulberry Row", Jefferson mantinha uma extensa horta.
O palácio era o centro de uma plantação de 5.000 acres (20 km²), cuidada por cerca de 150 escravos.
Em 2004, os depositários adquiriram a única propriedade com vista para Monticello, a montanha mais alta que Jefferson chamou de Montalto, mas conhecida pelos residentes de Charlottesville como Mountaintop Farm (Quinta do topo da Montanha). Precipitando-se para impedir o desenvolvimento duma suposta "McMansion" (McMansão - termo para uma construção sem qualidade, em alusão à comida rápida), os depositários gastaram 15 milhões de dólares para comprar a propriedade, a qual tinha estado na posse de Jefferson e que servira de residência no século XX como casas de lavoura divididas em apartamentos para alojar muitos dos alunos da Universidade da Virginia, incluindo o político Republicano George Allen. Os funcionários de Monticello viam desde há muito a propriedade localizada na montanha como algo desagradável, e mostraram-se muito interessados em comprá-la quando foi posta no mercado. Muitos dos residentes dos apartamentos no topo da montanha ficaram felizes por os depositários terem comprado a propriedade, mas ficaram muito desapontados por Monticello recusar libertá-los das suas rendas na eventualidade de possuírem novas residências, forçando-os a pagar a renda de dois apartamentos  Monticello cobra, actualmente, 13 dólares por adulto e 7 por criança para visitar o topo da montanha, e só permite a admissão à área entre Maio e Outubro. Durante o resto do ano a montanha está fechada e patrulhada por razões de segurança.

## Curiosidades

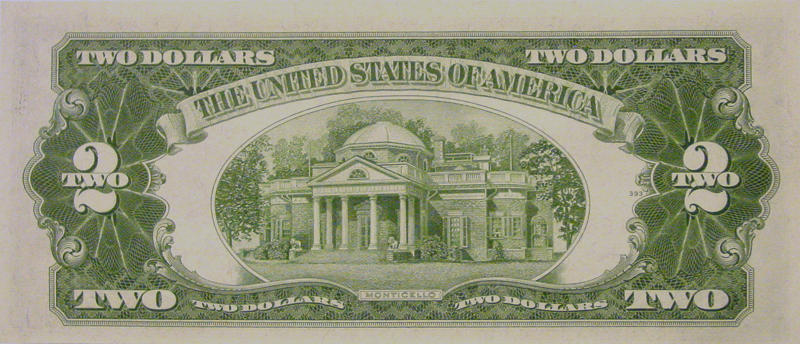
Monticello representado no reverso da nota de 2 dólares de 1953. De notar os dois "leões Levy" de cada lado da entrada. Os leões, colocados ali por Jefferson Levy, foram removidos em 1923 quando a Fundação Thomas Jefferson comprou o palácio.

- Monticello também aparece nas moedas de cinco cêntimos de dólar dos E.U.A.. Estas moedas, originalmente desenhadas por Felix Schlag,foram reintroduzidas em 2006, depois de dois anos de moedas da Série Westward.

- Monticello foi apresentado na produção A&E Network de Bob Vila, Guide to Historic Homes of America (Guia das Casas Históricas da América),[5] com uma visita que inclui a Dome Room (Sala da Cúpula - não aberta ao público) e o Honeymoon Cottage (Cottage da Lua-de-Mel).
- Thomas Jefferson hipotecou 150 humanos negros escravizados para construir Monticello.[6]

| Imagem: Monticello e Universidade da Virgínia em Charlottesville | O palácio de Monticello está incluso no sítio "Monticello e Universidade da Virgínia em Charlottesville", Património Mundial da UNESCO. |  |